# Ласме, Стефан
Ян Ульрих Стефан Ласме (англ. Yann Ulrich Stephane Lasme; родился 17 декабря 1982 года в Порт-Жантиль, Габон) — габонский профессиональный баскетболист, тяжёлый форвард и центровой. На уровне колледжей выступал в NCAA за Университет Массачусетса Эмхёрст и был выбран на драфте 2007 года командой «Голден Стэйт Уорриорз».

## Колледж
Ласме окончил школу в Леон М’Ба в Габоне.
Тренер Стив Лаппас привел Ласме в Университет Массачусетса Амхерст. В дебютном сезоне игроку существенно не хватало веса, однако в течение сезона он отличался игрой в защите, став вторым в конференции Atlantic 10 по количеству блокированных бросков соперника, при этом проводил на площадке всего 13,3 минуты в среднем за матч. Во втором сезоне Ласме выходил в стартовом составе во всех 28 играх за колледж, вновь став вторым в конференции по количеству блок-шотов.
В следующем году Ласме вновь сыграл в 27 матчах за колледж, пропустив лишь одну игру, 15 раз набирал двузначное количество очков и закончив сезон с результатом 10,5 очков в среднем за матч. 27 декабря 2005 года в матче против Колледжа Святого Петра Ласме не добрал двух блок-шотов до трипл-дабла, а его показатели составили 21 очко, 14 подборов и 8 блок-шотов. К концу сезона Ласме набрал 108 блок-шотов, в среднем 3,9 за матч, третий результат в США. В 2006 году игрок получил награду как Лучший игрок защитной линии конференции A-10.
Следующий год был отмечен новыми достижениями. Так, игрок попал в сборную All-American, как Лучший игрок защиты конференции Atlantic 10, а также номинировался на звание лучшего игрока конференции. По количеству подборов и блок-шотов Ласме стал лучшим в лиге, а также стал вторым по проценту попаданий с игры. В четырёх матчах игрок набирал более 20 очков, в 17 матчах совершал 10 или более подборов, в четырёх играх набирал 10 или более блок-шотов. Средние показатели в сезоне составляли 13,5 очков, 9,5 подборов и 5,1 блок-шотов. Команда колледжа попала в турнир NIT 2007 года впервые с сезона 1999-00.
В сезоне 2006-07 Ласме установил рекорд NCAA, набрав четыре трипл-дабла за один сезон, став в один ряд с такими игроками как Джейсон Кидд (1994) и Майкл Андерсон (1986). Однако трипл-даблы Кидда и Андерсона были набраны по очками, подборам и результативным передачам, а Ласме набирал их за счёт очков, подборов и блок-шотов:
- 22 ноября 2006 года против колледжа Св. Франциска (19 очков, 10 подборов, 11 блок-шотов);
- 10 января 2007 года против университета Джорджа Вашингтона (23 очка, 15 подборов, 11 блок-шотов);
- 8 февраля 2007 года против университета Род-Айленда (18 очков, 12 подборов, 11 блок-шотов);
- 28 февраля 2007 года против Ла Салли (17 очков, 10 подборов, 10 блок-шотов)[9].

Также в сезоне 2006-07 Ласме обновил рекорды университета по блок-шотам за время выступлений (399), количество блок-шотов за сезон (168), количество отраженных бросков соперника за матч (11), во всех трех показателях он обошёл предыдущего рекордсмена Маркуса Кэмби.

## Профессиональная карьера

### Клубная карьера
В июне 2007 года Ласме был выбран на драфте под 46-м номером командой «Голден Стэйт Уорриорз». Дебют игрока в НБА состоялся 8 ноября 2007 года, однако он провёл на поле всего 3,8 секунд и был заменён, а его клуб проиграл со счётом 120—115 «Даллас Маверикс». 17 ноября Ласме был отчислен из команды. В конце месяца игрок присоединился к клубу Лиги развития НБА «Лос-Анджелес Ди-Фендерс».
21 марта 2008 года Ласме подписал десятидневный контракт с клубом «Майами Хит», состав которого был ослаблен травмами ведущих игроков. Позднее контракт с игроком был подписан до конца сезона. В 15 матчах (из них четыре в стартовой пятёрке) Ласме в среднем набирал 5,5 очков, совершал 3,5 подбора, 1,5 блок-шота за 20,2 минуты на площадке.
В сентябре 2008 года Ласме подписал контракт с сербским клубом «Партизан» на сезон 2008/2009. После трех игр в Евролиге игрок занимал второе место по количеству подборов и блок-шотов в среднем за матч. Итоговые показатели игрока в турнире составляли 10,6 очков, совершал 6,6 подборов и 1,5 блок-шотов за 25,5 минут на площадке. «Партизан» хорошо выступил в турнире, уступив лишь в четвертьфинале московскому ЦСКА. Также игрок принял участие в другом турнире, Адриатической лиге, в которой «Партизан» стал чемпионом. Ласме набирал в среднем 11,3 очка за матч. Кроме того, команда в этот год завоевала титул чемпиона Сербии и Кубок Корача.
В июле 2009 года Ласме подписал контракт с израильским клубом «Маккаби» (Тель-Авив). Команду также пополнил Алан Андерсон. 8 июня 2010 года команда расторгла контракт, основной причиной стала травма игрока, которая не позволила ему доиграть сезон. В Евролиге Ласме в среднем набирал 6,5 очков, совершал 4,4 подбора и 1,4 блок-шота за 18,5 минут. Всего сыграл в турнире в 20 матчах.
В июле 2010 года подписал двухлетний контракт с «Спартаком» из Санкт-Петербурга, однако уже в сентябре от услуг игрока клуб отказался, так как возникли административные проблемы по его трудоустройству.
Летом 2010 года Ласме был приглашен в летний тренировочный лагерь командой «Бостон Селтикс». 20 октября было принято решение расстаться с игроком. В этот период Ласме переходит в команду лиги развития «Мэн Ред Клоз», которая являлась фарм-клубом «Селтикс». В матче открытия против «Спрингфилд Армор» Ласме получил травму уже на второй минуте и потребовалась срочная операция. После восстановления Ласме смог вернуться на площадку только в марте 2011 года.
В августе 2011 года Ласме вновь вернулся в Европу и подписал контракт с испанской командой «Обрадойро».
5 июля 2012 года «Бостон Селтикс» объявили о включении Ласме в состав для участия в Летней лиге 2012 года в Орландо.
29 сентября 2012 года игрок подписал контракт сроком на один год с греческим суперклубом «Панатинаикос».
22 июня 2014 года подписал двухлетний контракт с турецкой командой «Анадолу Эфес».

### Международная карьера
Ласме выступал за национальную команду Габона на чемпионате Африки 2005 года, в среднем за матч набирал 11,7 очков, совершал 10,1 подбор и делал 3 блок-шота в среднем за матч. На турнире отыграл семь матчей.

## Статистика

### Статистика в НБА
| Сезон                                                                                    | Команда      | Регулярный сезон | Регулярный сезон | Регулярный сезон | Регулярный сезон | Регулярный сезон | Регулярный сезон | Регулярный сезон | Регулярный сезон | Регулярный сезон | Регулярный сезон | Регулярный сезон | Серия плей-офф | Серия плей-офф | Серия плей-офф | Серия плей-офф | Серия плей-офф | Серия плей-офф | Серия плей-офф | Серия плей-офф | Серия плей-офф | Серия плей-офф | Серия плей-офф |
| Сезон                                                                                    | Команда      | GP               | GS               | MPG              | FG%              | 3P%              | FT%              | RPG              | APG              | SPG              | BPG              | PPG              | GP             | GS             | MPG            | FG%            | 3P%            | FT%            | RPG            | APG            | SPG            | BPG            | PPG            |
| ---------------------------------------------------------------------------------------- | ------------ | ---------------- | ---------------- | ---------------- | ---------------- | ---------------- | ---------------- | ---------------- | ---------------- | ---------------- | ---------------- | ---------------- | -------------- | -------------- | -------------- | -------------- | -------------- | -------------- | -------------- | -------------- | -------------- | -------------- | -------------- |
| 2007/08                                                                                  | Голден Стэйт | 1                | 0                | 0,1              | -                | -                | -                | 0,0              | 0,0              | 0,0              | 0,0              | 0,0              | Не участвовал  | Не участвовал  | Не участвовал  | Не участвовал  | Не участвовал  | Не участвовал  | Не участвовал  | Не участвовал  | Не участвовал  | Не участвовал  | Не участвовал  |
| 2007/08                                                                                  | Майами       | 15               | 4                | 20,2             | 45,1             | -                | 59,4             | 3,5              | 0,2              | 0,9              | 1,5              | 5,5              | Не участвовал  | Не участвовал  | Не участвовал  | Не участвовал  | Не участвовал  | Не участвовал  | Не участвовал  | Не участвовал  | Не участвовал  | Не участвовал  | Не участвовал  |
|                                                                                          | Всего        | 16               | 4                | 19,0             | 45,1             | -                | 59,4             | 3,3              | 0,2              | 0,8              | 1,4              | 5,2              | Не участвовал  | Не участвовал  | Не участвовал  | Не участвовал  | Не участвовал  | Не участвовал  | Не участвовал  | Не участвовал  | Не участвовал  | Не участвовал  | Не участвовал  |
| Наведите курсор мыши на аббревиатуры в заголовке таблицы, чтобы прочесть их расшифровку. |              |                  |                  |                  |                  |                  |                  |                  |                  |                  |                  |                  |                |                |                |                |                |                |                |                |                |                |                |

### Статистика в Джи-Лиге
| Сезон                                                                                    | Команда                 | Регулярный сезон | Регулярный сезон | Регулярный сезон | Регулярный сезон | Регулярный сезон | Регулярный сезон | Регулярный сезон | Регулярный сезон | Регулярный сезон | Регулярный сезон | Регулярный сезон | Серия плей-офф | Серия плей-офф | Серия плей-офф | Серия плей-офф | Серия плей-офф | Серия плей-офф | Серия плей-офф | Серия плей-офф | Серия плей-офф | Серия плей-офф | Серия плей-офф |
| Сезон                                                                                    | Команда                 | GP               | GS               | MPG              | FG%              | 3P%              | FT%              | RPG              | APG              | SPG              | BPG              | PPG              | GP             | GS             | MPG            | FG%            | 3P%            | FT%            | RPG            | APG            | SPG            | BPG            | PPG            |
| ---------------------------------------------------------------------------------------- | ----------------------- | ---------------- | ---------------- | ---------------- | ---------------- | ---------------- | ---------------- | ---------------- | ---------------- | ---------------- | ---------------- | ---------------- | -------------- | -------------- | -------------- | -------------- | -------------- | -------------- | -------------- | -------------- | -------------- | -------------- | -------------- |
| 2007/08                                                                                  | Лос-Анджелес Ди-Фендерс | 37               | 14               | 28,6             | 52,1             | -                | 75,5             | 7,3              | 1,2              | 1,0              | 2,6              | 10,4             | Не участвовал  | Не участвовал  | Не участвовал  | Не участвовал  | Не участвовал  | Не участвовал  | Не участвовал  | Не участвовал  | Не участвовал  | Не участвовал  | Не участвовал  |
| 2010/11                                                                                  | Мэн Ред Клоз            | 10               | 0                | 20,1             | 41,1             | 14,3             | 62,2             | 6,0              | 0,7              | 0,8              | 0,6              | 7,0              | Не участвовал  | Не участвовал  | Не участвовал  | Не участвовал  | Не участвовал  | Не участвовал  | Не участвовал  | Не участвовал  | Не участвовал  | Не участвовал  | Не участвовал  |
| 2016/17                                                                                  | Техас Лэджендс          | 19               | 15               | 27,2             | 54,6             | 41,9             | 72,5             | 7,0              | 1,1              | 1,0              | 3,3              | 11,8             | Не участвовал  | Не участвовал  | Не участвовал  | Не участвовал  | Не участвовал  | Не участвовал  | Не участвовал  | Не участвовал  | Не участвовал  | Не участвовал  | Не участвовал  |
|                                                                                          | Всего                   | 66               | 29               | 26,9             | 51,7             | 38,0             | 72,7             | 7,0              | 1,1              | 1,0              | 2,5              | 10,3             | Не участвовал  | Не участвовал  | Не участвовал  | Не участвовал  | Не участвовал  | Не участвовал  | Не участвовал  | Не участвовал  | Не участвовал  | Не участвовал  | Не участвовал  |
| Наведите курсор мыши на аббревиатуры в заголовке таблицы, чтобы прочесть их расшифровку. |                         |                  |                  |                  |                  |                  |                  |                  |                  |                  |                  |                  |                |                |                |                |                |                |                |                |                |                |                |

### Статистика в NCAA
| Сезон | Команда | Conf  | Class | GP  | GS | MPG  | FG%  | 3P% | FT%  | RPG | APG | SPG | BPG | PPG  |
| --- | ------- | ----- | ----- | --- | -- | ---- | ---- | --- | ---- | --- | --- | --- | --- | ---- |
| 2003/04 | ЮМасс   | A-10  | FR    | 29  | 2  | 13,3 | 54,2 |     | 44,1 | 3,4 | 0,4 | 0,3 | 1,8 | 3,2  |
| 2004/05 | ЮМасс   | A-10  | SO    | 28  | 28 | 23,2 | 57,0 |     | 70,1 | 5,3 | 1,2 | 1,0 | 2,6 | 6,3  |
| 2005/06 | ЮМасс   | A-10  | JR    | 28  | 27 | 29,1 | 60,9 |     | 62,8 | 7,0 | 1,1 | 0,8 | 3,9 | 10,5 |
| 2006/07 | ЮМасс   | A-10  | SR    | 33  | 33 | 30,6 | 61,1 |     | 62,2 | 9,5 | 0,8 | 0,9 | 5,1 | 13,5 |
| Всего | Всего   | Всего | Всего | 118 | 90 | 24,2 | 59,5 |     | 62,2 | 6,4 | 0,9 | 0,7 | 3,4 | 8,6  |
| Наведите курсор мыши на аббревиатуры в заголовке таблицы, чтобы прочесть их расшифровку Статистика приведена с сайта sports-reference.com |         |       |       |     |    |      |      |     |      |     |     |     |     |      |

### Статистика в других лигах
| Сезон | Команда             | Лига                | GP  | GS  | MPG  | FG%  | 3P%   | FT%  | RPG | APG | SPG | BPG | PFL | TOV | PPG  |
| --- | ------------------- | ------------------- | --- | --- | ---- | ---- | ----- | ---- | --- | --- | --- | --- | --- | --- | ---- |
| 2008/09 | Партизан            | Евролига            | 19  | 9   | 25,9 | 49,6 | 22,2  | 69,1 | 6,6 | 0,7 | 0,9 | 1,5 | 3,7 | 2,7 | 10,6 |
| 2009/10 | Маккаби (Тель-Авив) | Евролига            | 20  | 9   | 18,8 | 46,1 | 0,0   | 70,6 | 4,4 | 0,9 | 1,0 | 1,4 | 3,4 | 1,5 | 6,5  |
| 2011/12 | Обрадойро           | Чемпионат Испании   | 34  | 33  | 27,6 | 49,6 | 14,3  | 72,1 | 6,3 | 0,8 | 0,7 | 1,8 | 3,2 | 2,6 | 10,9 |
| 2012/13 | Все клубы           | Все лиги            | 60  | 32  | 22,1 | 59,6 | 0,0   | 72,9 | 5,7 | 0,7 | 0,5 | 1,5 | 2,6 | 1,7 | 9,9  |
| 2012/13 | Панатинаикос        | Чемпионат Греции    | 32  | 23  | 20,6 | 62,0 | 0,0   | 69,7 | 5,4 | 0,8 | 0,5 | 1,2 | 2,3 | 1,6 | 9,8  |
| 2012/13 | Панатинаикос        | Евролига            | 28  | 9   | 23,9 | 57,1 | -     | 76,7 | 6,1 | 0,5 | 0,4 | 1,9 | 2,9 | 1,9 | 10,0 |
| 2013/14 | Все клубы           | Все лиги            | 61  | 44  | 20,8 | 57,6 | 0,0   | 79,6 | 4,9 | 0,7 | 0,7 | 0,8 | 2,7 | 1,6 | 9,9  |
| 2013/14 | Панатинаикос        | Чемпионат Греции    | 33  | 19  | 20,5 | 61,9 | -     | 76,4 | 5,0 | 0,8 | 0,6 | 0,7 | 2,1 | 1,5 | 10,7 |
| 2013/14 | Панатинаикос        | Евролига            | 28  | 25  | 21,1 | 51,5 | 0,0   | 82,5 | 4,8 | 0,6 | 0,8 | 1,0 | 3,5 | 1,6 | 8,9  |
| 2014/15 | Все клубы           | Все лиги            | 64  | 38  | 21,2 | 56,9 | 42,9  | 73,8 | 4,6 | 1,0 | 0,8 | 1,1 | 2,9 | 1,2 | 8,4  |
| 2014/15 | Анадолу Эфес        | Чемпионат Турции    | 36  | 21  | 22,5 | 60,6 | 60,0  | 80,0 | 5,3 | 1,1 | 0,9 | 1,3 | 3,0 | 1,1 | 9,6  |
| 2014/15 | Анадолу Эфес        | Евролига            | 28  | 17  | 19,4 | 51,9 | 0,0   | 58,5 | 3,8 | 1,0 | 0,6 | 0,8 | 2,7 | 1,2 | 6,8  |
| 2015/16 | Все клубы           | Все лиги            | 60  | 51  | 26,0 | 60,2 | 22,2  | 78,7 | 6,4 | 0,8 | 0,8 | 1,5 | 3,0 | 1,6 | 11,4 |
| 2015/16 | Галатасарай         | Чемпионат Турции    | 36  | 28  | 26,5 | 59,6 | 50,0  | 75,2 | 6,2 | 0,8 | 0,9 | 1,6 | 2,8 | 1,8 | 11,6 |
| 2015/16 | Галатасарай         | Кубок Европы        | 24  | 23  | 25,1 | 61,1 | 0,0   | 84,4 | 6,6 | 0,6 | 0,6 | 1,4 | 3,3 | 1,4 | 11,2 |
| 2017/18 | Все клубы           | Все лиги            | 47  | 41  | 27,0 | 54,9 | 41,7  | 75,5 | 6,1 | 0,9 | 0,6 | 2,0 | 2,8 | 1,7 | 13,4 |
| 2017/18 | УНИКС               | Единая лига ВТБ     | 28  | 24  | 26,2 | 53,7 | 28,6  | 77,8 | 6,0 | 1,1 | 0,5 | 1,6 | 2,8 | 1,8 | 12,6 |
| 2017/18 | УНИКС               | Кубок Европы        | 19  | 17  | 28,2 | 56,4 | 60,0  | 72,4 | 6,4 | 0,6 | 0,7 | 2,5 | 2,8 | 1,6 | 14,6 |
| 2018/19 | Все клубы           | Все лиги            | 29  | 14  | 16,1 | 52,8 | 50,0  | 69,6 | 3,5 | 0,5 | 0,6 | 1,1 | 2,7 | 0,8 | 5,7  |
| 2018/19 | Панатинаикос        | Евролига            | 18  | 8   | 16,2 | 53,0 | 100,0 | 67,9 | 2,8 | 0,4 | 0,6 | 0,8 | 2,8 | 0,8 | 5,1  |
| 2018/19 | Панатинаикос        | Чемпионат Греции    | 11  | 6   | 15,9 | 52,6 | 33,3  | 72,2 | 4,5 | 0,6 | 0,7 | 1,6 | 2,5 | 0,6 | 6,8  |
| Всего | Всего               | Всего               | 394 | 271 | 23,0 | 55,9 | 29,8  | 74,6 | 5,4 | 0,8 | 0,7 | 1,4 | 2,9 | 1,6 | 9,9  |
| В Евролиге | В Евролиге          | В Евролиге          | 141 | 77  | 21,0 | 52,1 | 25,0  | 72,9 | 4,8 | 0,7 | 0,7 | 1,2 | 3,2 | 1,6 | 8,1  |
| В Кубке Европы | В Кубке Европы      | В Кубке Европы      | 43  | 40  | 26,5 | 58,7 | 30,0  | 77,5 | 6,5 | 0,6 | 0,7 | 1,9 | 3,1 | 1,5 | 12,7 |
| В чемпионате Греции | В чемпионате Греции | В чемпионате Греции | 76  | 48  | 19,9 | 60,8 | 25,0  | 72,7 | 5,1 | 0,8 | 0,6 | 1,0 | 2,3 | 1,4 | 9,8  |
| В чемпионате Турции | В чемпионате Турции | В чемпионате Турции | 72  | 49  | 24,5 | 60,0 | 55,6  | 77,6 | 5,8 | 0,9 | 0,9 | 1,5 | 2,9 | 1,4 | 10,6 |
| Наведите курсор мыши на аббревиатуры в заголовке таблицы, чтобы прочесть их расшифровку Статистика приведена с сайта basketball.realgm.com |                     |                     |     |     |      |      |       |      |     |     |     |     |     |     |      |